# Cheikh Tidiane Gaye

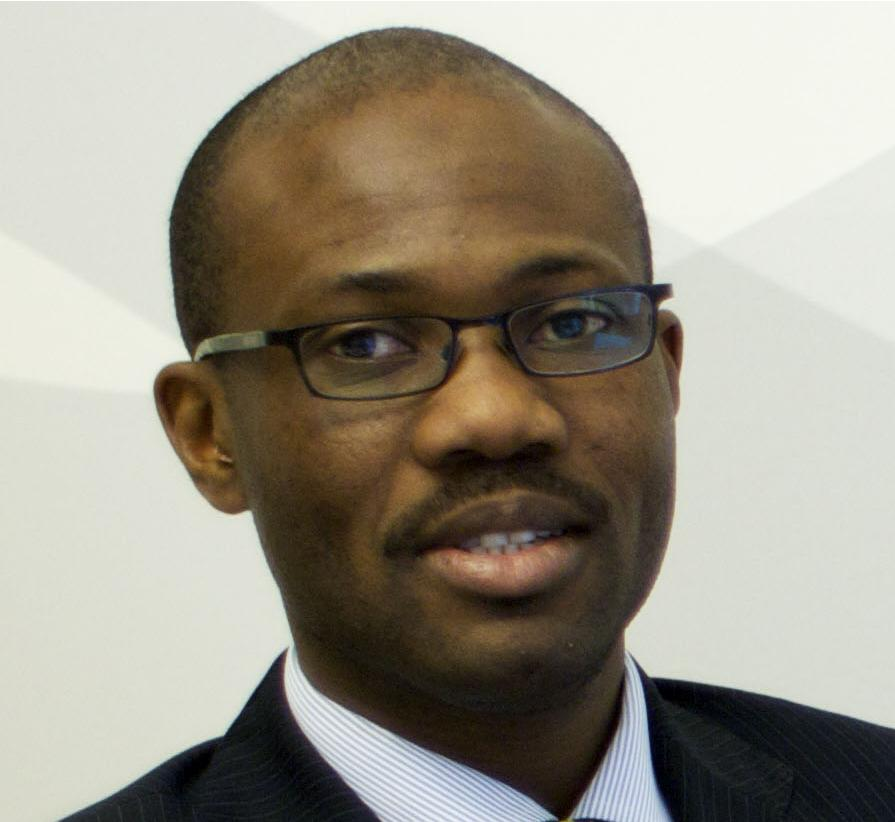
Cheikh Tidiane Gaye (2010)

Cheikh Tidiane Gaye (geboren 1971 in Thiès, Senegal) ist ein italienischer Schriftsteller und Dichter.

## Biografie
Cheikh Tidiane Gaye ist senegalesischer Herkunft und eingebürgerter Italiener. Er studierte Philosophie an der Universität Genua.  
Gaye veröffentlichte mehrere Gedichtbände, einige seiner Gedichte wurden zweisprachig herausgegeben. Er gilt als Anhänger der afrikanischen Oralität. 
Er gründete den Grand Prix International Léopold Sédar Senghor.
Im Jahr 2024 wurde er zum ordentlichen Mitglied der Europäischen Akademie der Wissenschaften und Künste in Salzburg ernannt.
Gaye lebt in Italien in Arcore, Provinz Monza und Brianza in der Lombardei.

## Auszeichnungen
- 2024: Ritter des Ordre des Arts et des Lettres[3]

## Werke
- Il Giuramento. Liberodiscrivere, Genua 2001
- Mery,principlesa albina. Edizioni dell’Arco, Mailand, 2005
- Il Canto del Djali. Edizioni dell'Arco, Mailand, 2007
- Ode nascente/Ode nascente. Edizioni dell'Arco, 2009
- Curve alfabetiche. Montedit Edizioni, 2011
- L’étreinte des rimes/Rime abbracciate. Éditions L'Harmattan, Paris 2012
- Prendi quello che vuoi, ma lasciami la mia pelle nera. Editions Jaca Book, Mailand 2013
- Léopold Sédar Senghor: il cantore della negritudine. Edizioni dell'Arco, 2014
- Ma terre mon sang. Ruba Editions, 2018
- Il sangue delle parole. Kanaga Edizioni, 2018
- Ombra. Kanaga Edizioni, 2022
- Voglia Di Meticciato – Il Dialogo Tra Le Culture Ed Etica. Kanaga Edizioni, 2022
- Les litanies du cœur. Kanaga Edizioni, 2023